# Jo Kendall
Jo Kendall, född Josephine Mary Robinson 17 februari 1940 i Cleethorpes, Lincolnshire, död 29 januari 2022 i London var en brittisk komiker och skådespelerska.

## Filmografi i urval
- 1967 – At Last the 1948 Show (TV-serie)
- 1970 – Henrik VIII:s sex hustrur (TV-serie)
- 1971 – Förnuft och känsla
- 1972–1973 – Hem till gården (TV-serie)
- 1979 – Revolt
- 1980 – The Goodies (TV-serie)
- 1985 – Pickwickklubben (TV-serie)
- 1991–1992 – Chefen vet bäst! (TV-serie)
- 1992 – Howards End
- 1993 – Återstoden av dagen